# Takeda Katsuyori
Takeda Katsuyori (武田勝頼, 1546 – 3 de Abril 1582) foi um samurai japonês do Período Sengoku, que era famoso como o chefe do clã Takeda e o sucessor do lendário líder Takeda Shingen. Sua mãe era Suwa Yorishige (que posteriormente passou a utilizar o nome budista de  Suwa Goryōnin, e era filha de Suwa Yorishige. 

Estátua de Takeda Katsuyori (Yamato (Kōshū, Yamanashi), Japão)

Os filhos de Katsuyori eram Takeda Nobukatsu e Takeda Katsuchika.
Katsuyori, antes conhecido como Suwa Shirō Katsuyori (諏訪四郎勝頼), herdou de sua mãe o clã Suwa e ganhou o Castelo Takatō como sede do seu domínio. Após a morte de seu irmão mais velho Takeda Yoshinobu. Katsuyori Nobukatsu tornou-se líder do clã Takeda, mas por sua pouca idade, Katsuyori acabou liderando de fato o Clã. Ele tomou conta da família após a morte de Shingen e lutou contra Tokugawa Ieyasu no Takatenjin em 1574 e em Nagashino em 1575. Ele capturou Takatenjin, e ganhou o apoio de seu clã. 
Katsuyori provocou a ira do Clã Hōjō, ajudando Uesugi Kagekatsu contra Uesugi Kagetora, que era o sétimo filho de Hōjō Ujiyasu, aprovados pelo herdeiro de Uesugi Kenshin. 
Takatenjin fugiu em 1581, o que levou clãs como Kiso e Anayama a retirarem o seu apoio. Suas forças foram destruídas pelos exércitos combinados de Oda Nobunaga e Tokugawa Ieyasu no Temmokuzan em 1582, depois disso Katsuyori e seu filho Nobukatsu cometeram Seppuku.
Houve rumores de que Oda Nobunaga teve grande prazer em ver Katsuyori decapitado, uma vez que o Clã Takeda sempre foi seu maior rival.